# Гідрометричний млинок Ж-3
Гідрометри́чний млино́к Ж-3 — гідрометрична вертушка конструкції Жестовського, що являє собою найпоширеніший універсальний прилад для вимірювання швидкості течії в гідрологічних об'єктах суші. Млинок складається з таких частин:
1. корпус,
2. ходова частина,
3. контактний механізм,
4. хвіст.